# Emilio Sutherland
Emilio Sutherland Soto (Quinta Normal, Santiago; 28 de diciembre de 1959), también conocido como Tío Emilio, es un periodista y presentador de televisión chileno, que ha conducido los programas de investigación Contacto y En su propia trampa.

## Trayectoria

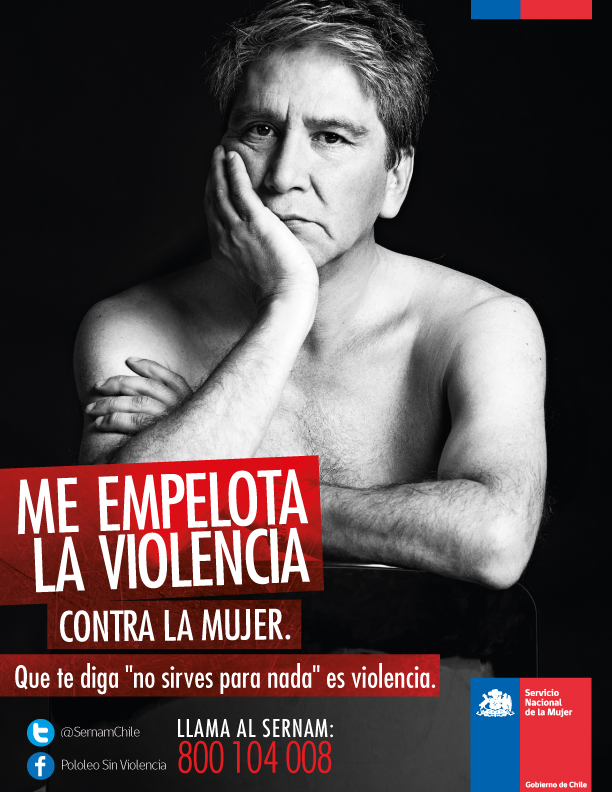
Sutherland en una campaña del Sernam.

Egresó del Liceo de Aplicación en 1977. Luego estudió periodismo en la Universidad de Chile. Su carrera comenzó en la sección de Espectáculos del diario La Tercera, y en 1990 entró a la televisión a la recién creada estación Megavisión.
En 1993, emigró a Canal 13, integró el Departamento de Prensa, donde se especializó en periodismo de investigación y de denuncia. En noviembre de 2003 se unió al equipo del programa de televisión Contacto del cual sería su presentador. 
En 2011, comenzó su programa de denuncias, En su propia trampa, donde se ganó el apodo de «Tío Emilio». El programa finalizó en 2018. Desde entonces tiene apariciones esporádicas en Teletrece. Sutherland ha revelado las razones que lo han llevado a decidir mantenerse alejado de una posible nueva temporada del programa. En una entrevista, Sutherland explicó que "para mí se me estaba haciendo difícil salir a enfrentar a los malandrines, a los delincuentes, porque en el último tiempo, y eso lo percibo en el día a día, el nivel de los bandidos y de la violencia ha estado aumentando y cualquier cabro chico está armado entonces, se ponía muy feo y peligroso". Sin embargo, en una edición del programa Me late, revelaron que la otra razón por la que el programa no está al aire es porque Canal 13 está programando sólo las producciones que les reportan beneficios comerciales y que "En su Propia Trampa" costaba más de lo que generaba. Así, los ejecutivos han mantenido lejos de la pantalla la producción.
En 2021, conduce el programa de reportajes Los 2000: un zapping al pasado junto a Tonka Tomicic. Ese mismo año, se integra al nuevo matinal de Canal 13, Tu día.
Está casado y tiene 4 hijos.

## Controversias
En una conferencia de prensa a fines de la década de 1980, el intendente de Santiago, Sergio Badiola, respondió a Sutherland «¡Su actitud me parece muy poco viril!», tras la pregunta que el periodista le hizo sobre el trato de la dictadura militar a la oposición. Sutherland debió salir de la sala, por fortuna siendo apoyado por el resto de sus colegas. Al día siguiente, Fortín Mapocho tituló «Intendente insultó a periodista y quedó hablando solo». Badiola le pidió disculpas en privado.
Sutherland fue uno de los periodistas de Contacto que destapó el bullado caso de Jorge Lavandero, político chileno condenado por abusos sexuales contra menores. Lavandero se querelló contra Sutherland y Eduardo Fuentes por injurias graves en su contra cometidas al hablar de su caso durante una entrevista realizada en Mentiras verdaderas, presentado por Fuentes, en 2012. Ambos fueron sobreseídos en agosto de 2013.
Su empleador, Canal 13, por su parte, censuró uno de sus reportajes en el programa Contacto donde daba cuenta de los malos tratos recibidos por nanas (empleadas de casa particular) al interior de los colegios más caros de Santiago. Situación que no fue objetada por parte de Sutherland.[cita requerida]

## Televisión
| Año                 | Programa                  | Rol                                  | Canal    |
| ------------------- | ------------------------- | ------------------------------------ | -------- |
| 1990-1992           | Meganoticias              | Periodista                           | Mega     |
| 1993-2003/2011-2012 | Teletrece                 | Periodista / Reportero               | Canal 13 |
| 2003-2011/2013-2016 | Contacto                  | Periodista / Reportero / Presentador | Canal 13 |
| 2011-2018           | En su propia trampa       | Presentador                          | Canal 13 |
| 2019                | Ver para creer            | Presentador                          | Canal 13 |
| 2019                | Chilenos que hablan       | Presentador                          | Canal 13 |
| 2021                | S.O.S Seguridad Ciudadana | Presentador                          | Canal 13 |
| 2021                | Los 2000                  | Presentador                          | Canal 13 |
| 2021-presente       | Tu día                    | Panelista                            | Canal 13 |

## Premios y nominaciones
| Año  | Premiación             | Categoría                                   | Resultado |
| ---- | ---------------------- | ------------------------------------------- | --------- |
| 2012 | Copihue de Oro de 2012 | Programa periodístico (En su propia trampa) | Ganador   |